# Rockaway Park Shuttle
El Rockaway Park Shuttle (servicio lanzadera Rockway Park o un servicio en una sola dirección que va y viene) es un servicio del metro de la ciudad de Nueva York que opera en Queens. Se conecta con los trenes del servicio A en la estación Broad Channel. Este tren de lanzadera provee servicio a la parte sur de la península Rockaway, con una terminal en Rockaway Park–Beach 116th Street. Opera en las vías que una vez formaron parte de Long Island Rail Road hasta mediados de los años 1950s.
La flota de los trenes consiste principalmente en cuatro trenes modelo R44 durante los meses de invierno, y trenes de ocho vagones durante el verano.

## Historia
El shuttle Rockaway empezó a operar el 28 de junio de 1956.	Durante sus primeros años, proveyó servicio esencial en horas libres de tráfico y fin de semana entre la avenida Euclid y/o Far Rockaway–Avenida Mott o Rockaway Park–Beach 116th Street. Al principio, la ruta no tenía ninguna letra asignada en los mapas, aunque algunas veces los trenes mostraban en sus letreros que indican las rutas la línea A o la E.
El 1 de febrero de 1962, el servicio de lanzadera de Rockaway oficialmente se le fue asignada una letra en la que posteriormente se colocó en todos los mapas oficiales del metro de Nueva York y en los trenes aparecía como HH.  Desde el 26 de noviembre de 1967 al 10 de septiembre de 1972, fue coloreado en rojo, con el servicio diario en horas no congestionadas y fines de semana usualmente estaba disponible entre Rockaway Park y la avenida Euclid o Broad Channel, además de algunos servicios por las tardes proveídos entre Far Rockway y la avenida Euclid. 
Durante las noches y horas tempranas de la mañana el servicio opera desde/hasta la avenida Euclid en la línea de la Calle Fulton en Brooklyn y se extendió aproximadamente entre la medianoche y las 6:00 a. m., en la cual eran las horas en que el servicio A no operaba ni desde ni hasta de Far Rockaway. Durante ese tiempo, el servicio HH operaria desde la avenida Euclid hasta Rockaway Park, después a Far Rockaway, y finalmente otra vez de regreso hacia la avenida Euclid, por lo tanto el servicio ganó el apodo de búho nocturno y el apodo no oficial Rockaway Round-Robin.
Entre el 11 de septiembre de 1972 y el 29 de agosto de 1976, el identificador del shuttle fue conocido como la E (de color azul aqua), aunque durante las horas pico este tren fue extendido hacia Jamaica–Calle 179t en la línea Queens Boulevard en Queens.  Después de todo, la designación CC (de color verde) fue usada para shuttle, aunque durante las horas pico este tren también fue extendido hacia Bedford Park Boulevard en la línea Concourse en el Bronx. 

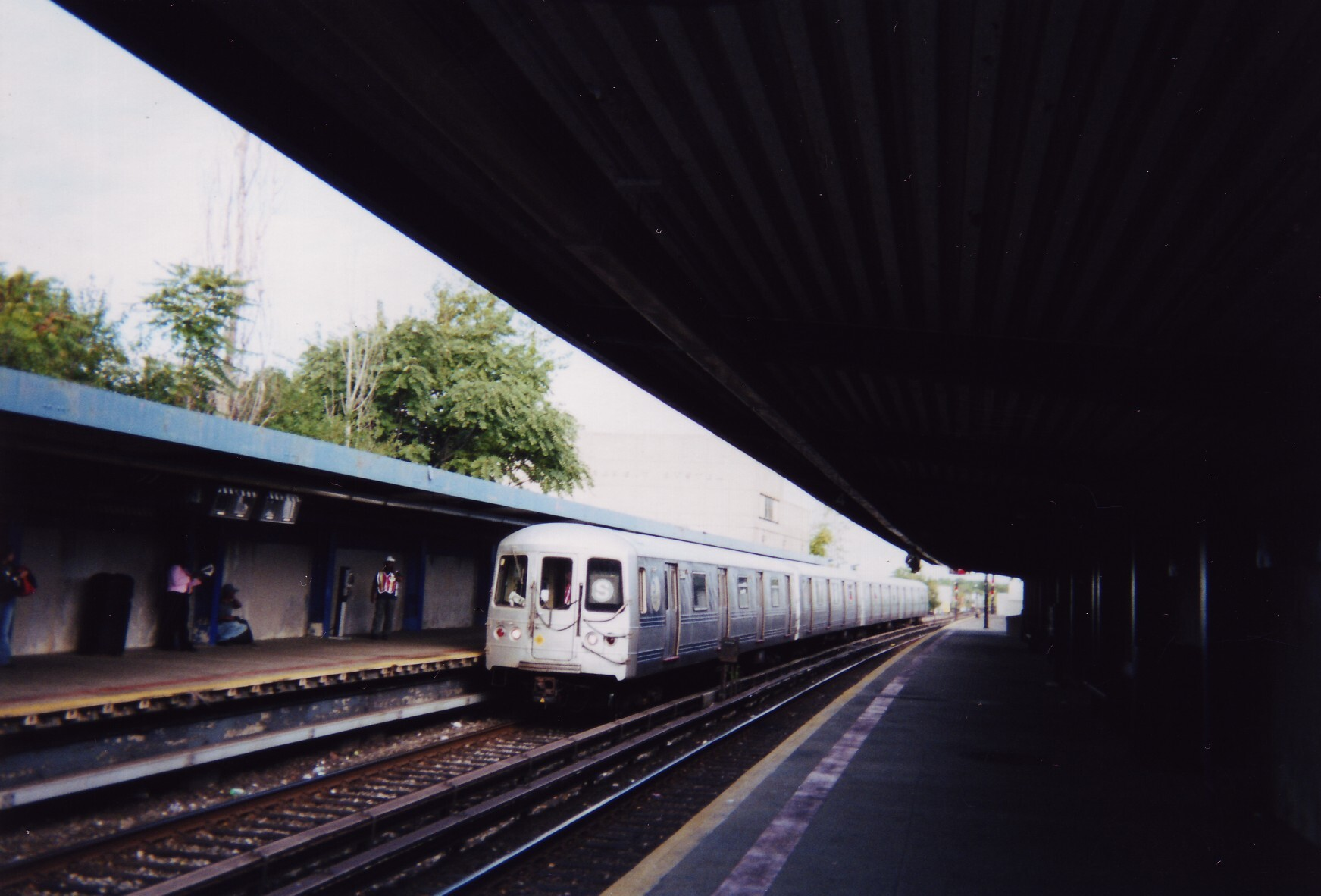
Tren del Shuttle Rockaway Park modelo R44s en Broad Channel.

En los años 1980s, el identificador del shuttle fue cambiado a la letra H (de color azul) en vez de usar las doble HH, ya que el metro de la ciudad de Nueva York había dejado de usar las designaciones de doble letra. Antes de 1990, el servicio nocturno de la línea A iba hacia Lefferts Boulevard y sin servicio en Far Rockaway. Durante este tiempo, el shuttle de Rockaway empezó a operar desde Rockaway Park hasta Far Rockaway, y hacia la avenida Euclid, y finalmente, otra vez hacia Rockaway Park. 
En 1993, el servicio fue cambiado. todos los servicios nocturnos de la línea A iban hacia Far Rockaway y el servicio hacia Lefferts Boulevard fue proveído por un shuttle hacia la avenida Euclid. El Shuttle de Rockaway ahora opera entre Rockway Park y Broad Channel todo el tiempo. El servicio fue extendido hacia la avenida Euclid a los fines de semana durante el verano. También en 1993, un servicio especial de la línea A empezó a operar desde Rockaway Park hacia la calle Dyckman en la línea de la Octava Avenida en Inwood, Manhattan, durante las horas pico de las mañanas y desde la calle 59–Columbus Circle hacia Rockaway Park durante las tardes de horas pico. 
Anteriormente, algunos mapas habían mostrado el actual servicio S en azul, pero jamás había sido usado en los trenes.  A mayo del 2004, "El Mapa" (el mapa oficial de la Autoridad de Tránsito de Nueva York) muestra a Rockaway Park Shuttle en gris.  Con el fin de distinguirla de las otras lanzaderas, las operaciones del NYCT Rapid Transit se refiere internamente como la H.

## información del servicio
| Leyenda de la estación de servicio | Leyenda de la estación de servicio |
| ---------------------------------- | ---------------------------------- |
| Hace paradas todo el tiempo        | Paradas todo el tiempo             |
| Detalles del periodo de tiempo     |                                    |

| Servicio Shuttle en Rockaway Park | Estación                         | Acceso para discapacitados | Transferencias | Conexiones |
| --------------------------------- | -------------------------------- | -------------------------- | -------------- | ---------- |
| Queens                            |                                  |                            |                |            |
| Hace paradas todo el tiempo       | Broad Channel                    |                            | A              |            |
| Hace paradas todo el tiempo       | Beach 90th Street-Holland        |                            | A (1a)         |            |
| Hace paradas todo el tiempo       | Beach 98th Street-Playland       |                            | A (1a)         |            |
| Hace paradas todo el tiempo       | Beach 105th Street-Seaside       |                            | A (1a)         |            |
| Hace paradas todo el tiempo       | Rockaway Park–Beach 116th Street | Acceso para discapacitados | A (1a)         |            |